# Giuseppe Liverani
Giuseppe Liverani (Milano, 1947) è un attivista e editore italiano, militante sessantottino e fondatore della casa editrice Charta.

## Biografia
Giuseppe Liverani ha fatto parte del gruppo dirigente del Movimento Studentesco di Milano, del quale fu tra i primi leader assieme a Mario Capanna e Fabio Guzzini. Il 5 febbraio 1973 per i tre venne emesso un mandato d'arresto per l'occupazione dell'università statale ma, mentre Capanna e Guzzini si diedero alla latitanza, Liverani, bloccato in caserma dove stava facendo il servizio di leva, fu arrestato. Nella primavera del 1974 Capanna venne messo in minoranza perché contrario ad allargare l'Ms fuori dalle Università, Liverani si dimise a sua volta mentre Guzzini dopo un periodo tornò nell'Ms diventato MLS. Liverani aderì successivamente a Democrazia Proletaria.
Ideatore di Smemoranda, nata all'interno della sezione giovanile di Democrazia Proletaria, ha fondato nel 1992 la casa editrice Charta, che si occupa d'arte a 360 gradi e distribuisce in tutto il mondo. Con sede a Milano, nel 2006 Charta ha aperto un ufficio a New York. L'ufficio a New York è poi stato chiuso, così come la casa editrice a Milano (a fine 2013).